# Гранитный дворец
«Гранитный дворец» — бывшее здание главной конторы фирмы «Хакман и К°» в Выборге, построенное в 1907—1908 годах по проекту архитекторов Уно Ульберга и Акселя Гюльдена в стиле национального романтизма. Здание, ставшее одним из наиболее известных памятников архитектуры в городе, получило повреждения во время советско-финляндской и Великой Отечественной войн и отремонтировано в послевоенные годы с отступлениями от первоначального проекта. Угловой дом имеет два адреса: Улица Северный Вал, 7/Подгорная улица, 14.

## История

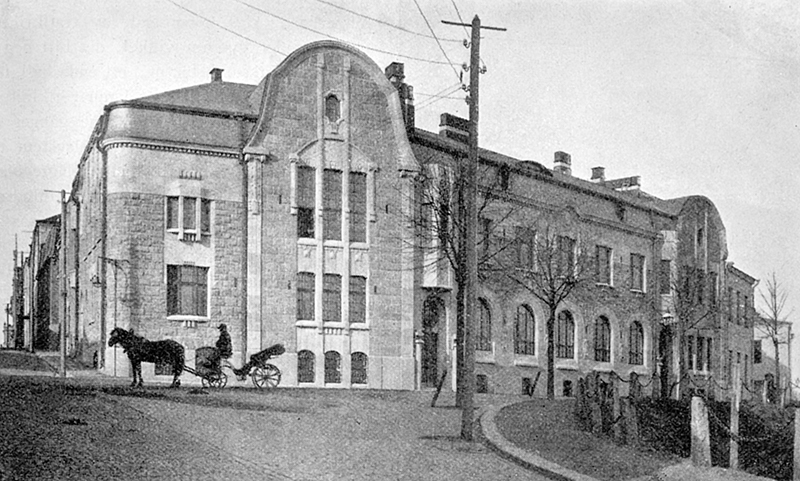
Первоначальный вид с высокой крышей

В 1906 году товарищами по учёбе в Гельсингфорсском политехническом училище У. Ульбергом и А. Гюльденом в Выборге было основано архитектурное бюро. Одним из первых заказов стал проект делового и жилого здания в центре Выборга для нужд фирмы «Хакман и К°» — на тот момент старейшей и крупнейшей лесопромышленной и торговой компании Выборга, основанной немецким купцом Й. Хакманом из Бремена. Хакманы, одна из самых богатых и влиятельных семей Выборга, получили известность и как меценаты, основатели общества сестёр милосердия, Выборгской школы искусств и Выборгского художественного музея. Отделка фасадов местным природным материалом стала причиной прозвища «Гранитный дворец», закрепившегося за домом. В кладке фасада можно увидеть гранитный блок с именами архитекторов: «A. Gyldén — U. Ullberg». Благодаря оригинальному проекту это здание стало гораздо известнее, чем другой дом Хакмана, построенный незадолго до него в соседнем квартале.
В результате Советско-финляндской и Великой Отечественной войн (1939—1944) Хакманы покинули Выборг, но основанная ими компания «Хакман» продолжала действовать в Финляндии. В послевоенное время бывшее конторское здание было перепланировано под жилой дом, а в 1990-е годы расселено и приватизировано. В настоящее время большая часть помещений требует ремонта и не используется.

## Описание
Асимметричный фасад двухэтажного здания, облицованный гранитной плиткой, удачно вписывается в панораму древнейшей городской застройки и гармонирует с кладкой укреплений расположенного неподалёку Выборгского замка. Первый этаж оформлен полуциркулярными окнами с медальонами, второй украшен треугольными фронтонами с завитками. Особый эффект придаёт чередование тёмно-красного и светло-серого камня в облицовке фасадов, украшенных рельефами со значимыми для истории компании датами. Одна из них, 1790 год, является датой основания фирмы. Другая, 1816 год, относится к появлению названия «Хакман и К°».
Отделка фасадов включает резьбу по камню с изображениями птиц и животных, а также растительным орнаментом (гирлянды из дубовых листьев с желудями, сосновые ветви с шишками, утиное гнездо с птенцами, козлиные и бараньи головы и т. д.). По проекту на первом этаже располагался большой зал с арочными окнами, через которые свет поступает с двух сторон. С улицы Северный Вал по облицованной мрамором лестнице за правой входной дверью посетители попадали в квартиру владельца фирмы, В. Хакмана, а левая дверь была входом в конторские помещения. Со стороны Подгорной улицы расположены третий вход в здание и проезд во двор. Украшениями дворового фасада стали массивный балкон и зелёная керамическая плитка. Подвальное помещение использовалось в качестве складского.
Специалисты отмечают высокий эстетический уровень выполнения роскошных интерьеров со встроенной мебелью, люстрами в виде средневековых подсвечников и декоративным оформлением (в качестве материалов использовались мрамор, орех и дуб), утраченным во время советско-финляндской и Великой Отечественной войн (1939—1944). Картины, украшавшие помещения, в том числе триптих на лестничной клетке работы Ю. Риссанена, были использованы финскими солдатами для разжигания печей в военное время. Не сохранилась и высокая кровля, заменённая плоской во время послевоенного ремонта. Значительная часть элементов интерьера была утрачена в ходе перепланировки; вместе с тем внутренние перегородки послевоенного времени были снесены в 1990-е годы.

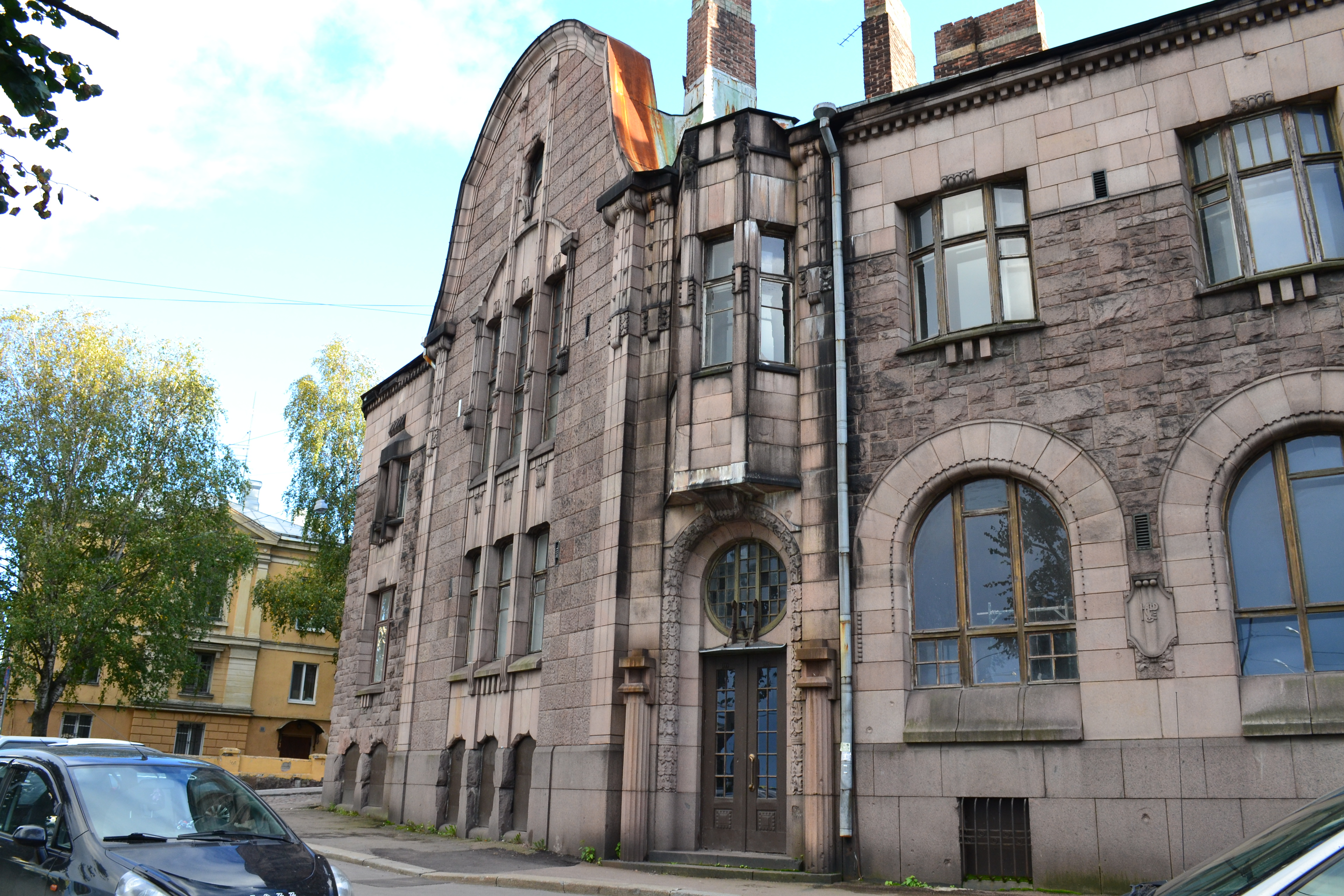
Фасад по улице Северный Вал
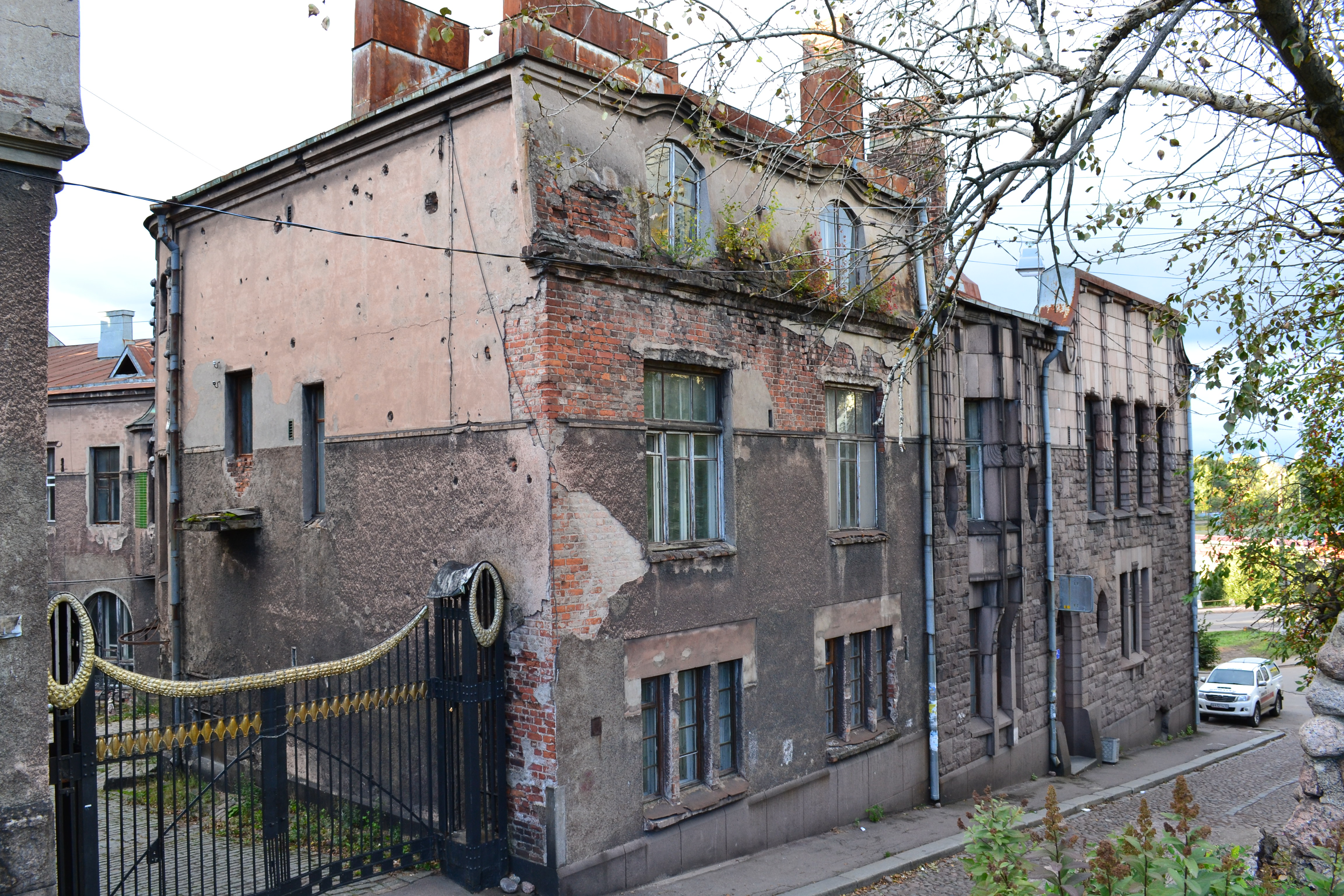
Фасад со стороны Подгорной улицы
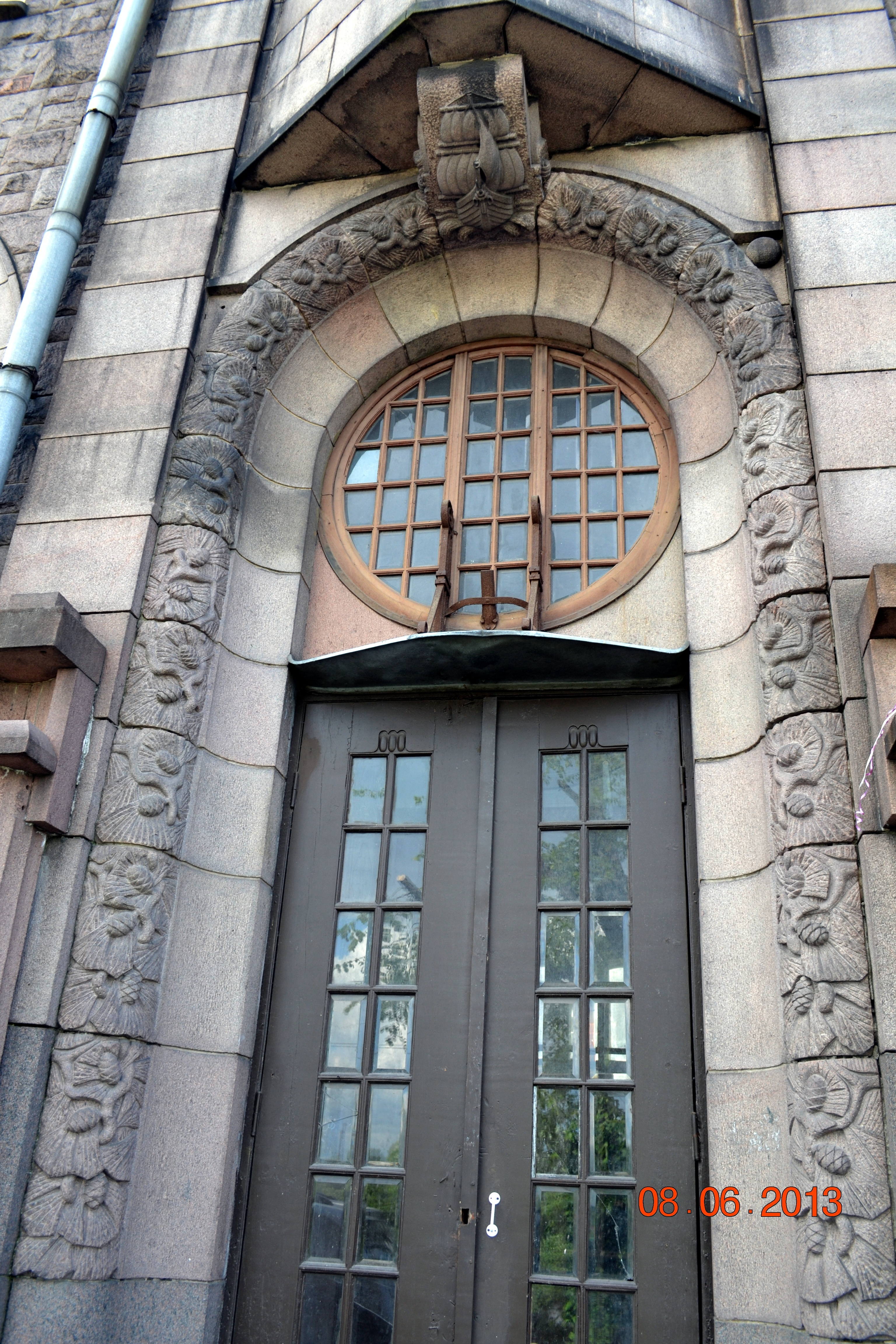
Входная дверь с витражом
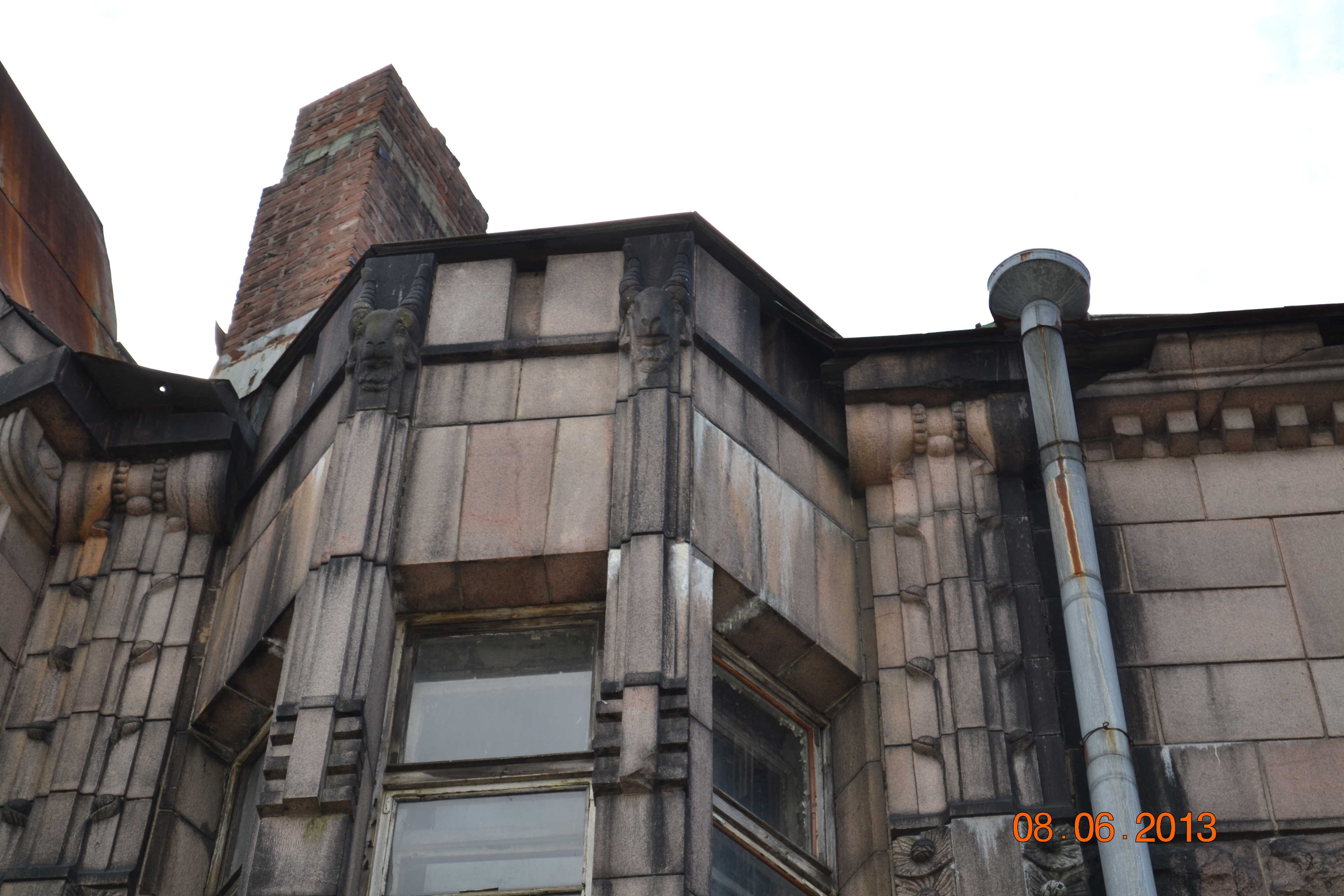
Детали фасада